# Andreas Fussing
Andreas Kerrn Fussing (28. juni 1871 i København – 12. december 1958) var en dansk arkitekt, der primært arbejdede for Københavns Kommune. Han var far til Hans H. Fussing.
Han var søn af arkitekt Hans Fussing og dennes 1. hustru, kom i murerlære 1887-90 og samtidigt på Teknisk Skole, hvor han aflagde svendestykke 1890. Fussing blev optaget på Kunstakademiets Arkitektskole februar 1890 og tog afgang januar 1897. Han vandt den lille guldmedalje marts 1901 (for Et Universitet i en Hovedstad). Han var tegner hos Martin Nyrop bl.a. ved Landsarkivet og Københavns Rådhus samt konduktør for Hans J. Holm på Skive Kirke. Fra 1898 havde han selvstændig virksomhed. Han var på rejser til Tyskland og Italien 1893 og atter Italien i 1899, 1902 og 1907.
Fussing var opmand i Murerfagets faglige Voldgift 1912-1916, medlem af Københavns Borgerrepræsentation (den borgerlige Fællesgruppe) 1912-1916, formand for Kunstnersamfundets Arkitektsektion 1914-1920, medlem af bestyrelsen for Det tekniske Selskabs Skole 1917-1927, medlem af direktionen for Københavns Hypotekforening 1921-1941, formand for Københavns Husflidsforening 1927-1938 og kasserer for Akademisk Arkitektforenings Understøttelsesfond 1928-1944. Han modtog Akademisk Arkitektforenings Æresmedalje 1939 og var Ridder af Dannebrog og Dannebrogsmand.
Gift 20. maj 1896 i København med Gudrun Hinrichsen, f. 3. oktober 1870 i København, datter af handelsgartner Lorentz Wolf H. og Elsine Christiane Krause.

## Udstillinger
- Charlottenborg Forårsudstilling 1896-1901 (4 gange med 4 værker), 1915
- Landsudstillingen i Århus 1909
- Dänische Ausstellung, Berlin 1910-11
- Dansk arkitektur och kunsthantverk, Liljevalchs, Stockholm 1918

## Værker
- Studenterbolig ved Hassagers Kollegium, Frederiksberg Bredegade 13A, Frederiksberg (1898-99, nedrevet 1951)
- Valby Gasværk, Vigerslev Allé, Valby (1903-07, nedrevet)
- Villaen Hvide Strandmøllehus for vekselerer I.M. Rée, Skodsborg Strandvej 43, Skodsborg (1905-06)
- Thorsbro Vandværk ved Lille Vejle Å, Ishøj (1906-08, fredet 2000)
- Taastrup Vandtårn, Taastrup (1908)
- Vandværkets højdereservoir (Bellahøj Vandtårn) ved Brønshøj Bakkegård, Bellahøj (1910-13)
- Egen villa, Vestagervej 3, Ryvangen (1913-14)
- Welanderhjemmet ved Bispebjerg Hospital (1915-16)
- Arbejderforeningen af 1860, Nørre Voldgade 92 (1916, vinduer ændret)
- H.C. Ørstedsværkets første del, Sydhavnen (1917-21)
- Vandværket ved Islevbro (1921-23)